# دره‌تفی (مریوان)
دره تفی (مریوان)، روستایی از توابع بخش مرکزی شهرستان مریوان در استان کردستان ایران است.

## جمعیت
این روستا در دهستان زریوار قرار دارد و براساس سرشماری مرکز آمار ایران در سال ۱۳۹۱، جمعیت آن بیش از ۱۰۰۰ نفر و بیش از ۲۵۰ خانوار بوده‌است.

## لانه‌سازی لک‌لک‌ها
روستای دره‌تفی در دهستان زریوار شهرستان مریوان در استان کردستان به روستای لک‌لک‌ها شهرت دارد. دره‌تفی در ۱۵ کیلومتری غرب شهر مریوان است. این روستا از بهمن ماه میزبان لک‌لک‌هایی است که در مسیر مهاجرت پرندگان از مناطق گرمسیری، احتمالاً از جده عربستان چند ماهی - تا مرداد و و گاه در صورت مساعد بودن هوا تا شهریور ماه - را در این روستا می‌گذرانند. به همین مناسبت، اهالی روستا آنها را «حاجی لک‌لک» یا حاجی لق‌لق می‌نامند.
لک‌لک‌ها بر بالای تیرک‌های برق و درختان بلوط لانه می‌ساختند: که اولی سبب آسیب دیدگی آنان از جریان برق می‌شد و در دومی، مدفوع آنها موجب خشک شدن شاخه درخت می‌گردید. همین موضوع سبب شد تا مردم روستا ضمن مداوای آنها از سال ۱۳۹۰ برای لک‌لک‌ها لانه بسازند. تا بهار سال ۱۴۰۴ حدود ۱۲۰ لانه فلزی برای لک‌لک‌ها در این روستا ساخته شده‌است.
حضور لک‌لک‌ها سبب جذب گردشگران داخلی و خارجی در این روستا شده‌است.